# Одинцовская неделя
«Одинцо́вская неде́ля» — еженедельная газета Одинцовского района Московской области. Является единственным бесплатным официальным районным изданием, а также изданием, где публикуются муниципальные правовые акты, сообщения органов местного самоуправления и другая официальная информация.
Распространяется бесплатно по стойкам в администрациях города и района, в крупных деловых и торговых центрах, банках, на предприятиях и в организациях. В газете еженедельно печатаются: новости района и региона, гороскоп, афиша, реклама, частные объявления, ТВ программа, сканворд.
Газета распространена в Одинцово, Голицыно, Кубинке, Краснознаменске, Лесном Городке, Больших и Малых Вязёмах, Немчиновке, Новоивановском, включая Рублёво-Успенское шоссе. Выходит по пятницам на 48 полосах.
Тираж издания составляет 100 000 экземпляров (по другим данным — 60 000 экземпляров).

## История
Газета «Одинцовская неделя» издаётся с мая 2003 года. Выходит тиражом 60 тысяч экземпляров и распространяется бесплатно на территории всего Одинцовского района. Учредитель — администрация Одинцовского городского округа.
Постановлением Главы Одинцовского района от 4 февраля 2003 г., № 228 было учреждено МУП «Редакция газеты „Одинцовская неделя“» и зарегистрировано 19 февраля 2003 года в Управлении Федеральной службы по надзору за соблюдением законодательства в сфере массовых коммуникаций и охране культурного наследия по ЦФО.
14 июля 2016 года «Редакция газеты „Одинцовская неделя“» объявила конкурс на печать тиража. Заявки подали типографии «Красная Звезда» и «Московская газетная типография». 5 августа издание выбрало победителем «Красную Звезду», но отказалось заключать договор с победителем. Типография не согласилась с решением организатора и подала жалобу на незаконные действия при проведении государственной закупки в Управление Федеральной антимонопольной службы по Московской области. В итоге газета была признана нарушителем антимонопольного законодательства.
По состоянию на сентябрь 2021 года главным редактором издания является Нина Дьячкова. Штат сотрудников состоит из 16 человек. Кроме того, с изданием работают внештатные авторы и фотокорреспонденты из населённых пунктов Одинцовского района.